# Gli uomini condannano
Gli uomini condannano (Yield to the Night) è un film del 1956 di produzione britannica diretto da J. Lee Thompson.
Il film è basato sul libro omonimo del 1954 pubblicato da Joan Henry ed è liberamente ispirato alle vicende dell'ultima condannata alla pena capitale nel Regno Unito, Ruth Ellis.

## Trama
Una commessa di profumeria, separata dal marito, uccide la rivale in amore e viene condannata alla pena di morte. Il giovane amante della commessa è un musicista di pianobar che sbarca il lunario scommettendo alle corse. Egli inizia una relazione con una donna più matura e assai benestante, nonché molto attraente - sebbene queste caratteristiche della sua figura si mostrino soltanto di sfuggita nelle inquadrature, e non vengano neppure menzionate nel racconto come possibili ragioni dell'infatuazione del giovane. Si può del pari soltanto supporre che la donna si serva di lui come di un passatempo. Resta il nudo fatto che egli, come confessa, vive la relazione parallela come una dipendenza da droga. La commessa fa di tutto per non perderlo e infine, ma senza ottenere risposte chiare, accetterebbe almeno di apprendere per bocca sua che il loro amore è finito. Le incertezze alle quali il giovane amante si espone con la sua dipendenza, tutte quante omesse, lo spingono al suicidio nella notte di capodanno. La commessa decide allora di vendicarlo.

## Critica
Il film si svolge per tre quarti del tempo nella cella d'isolamento del carcere, soffermandosi sull'angoscia dell'attesa dell'esecuzione e sui rapporti affettuosi della prigioniera con le sue custodi. Buono il montaggio e molto buona la fotografia. Un notevole spessore narrativo si ottiene grazie al contrasto fra l'attenzione rivolta ai dettagli durante la detenzione di lei (con la presenza ininterrotta delle secondine nella cella, o con la luce sempre accesa) e la completa omissione delle avvilenti vicende di lui.